# California Dreaming
California Dreaming, também conhecido como Out of Omaha (Brasil: Sonhando com a Califórnia ) é um filme de comédia de estrada de 2007 escrito e dirigido por Linda Voorhees, estrelado por Lea Thompson, Dave Foley e Patricia Richardson. Foi lançada no Festival de Cinema de Omaha de 2007.

## Sinopse
Ginger (Lea Thompson) é uma corretora imobiliária, ansiosa por ter as melhores coisas da vida e apaixonada por realizar um sonho ao longo da vida - revisitar Doheny Beach, no sul da Califórnia, que visitou uma vez na adolescência. Sua família renuncia de má vontade à sua viagem anual a Branson, Missouri, e concede a Ginger seu querido sonho da Califórnia pelo seu quadragésimo aniversário.
A viagem de RV à Costa Oeste dos Estados Unidos se transforma em uma odisseia com uma variedade estonteante de naufrágios psicológicos e desvios não intencionais. Quando parece que as coisas não podem piorar, um cão leva todo o grupo a um labirinto de eventos cataclísmicos que aproximam a família, embora a família finalmente abandone a viagem à Califórnia e fique em casa por "férias".

## Elenco
- Dave Foley .... Stu Gainor
- Lea Thompson .... Ginger Gainor
- Vicki Lewis .... Teensie Porter
- Ethan Phillips .... Wayne Porter
- Patricia Richardson .... Tia Bonnie
- Lindsay Seim .... Cookie Gainor
- Melissa Jarecke .... Granny Gainor
- Nicholas Fackler .... Kevin Porter (como Nik Fackler)
- David Kalis .... Milo Gainor
- Myra Turley .... Irene
- Tom Wees .... oficial Delaney (como Thomas Wees)
- Patricia Bethune .... Meg
- Tracy Iwersen .... oficial de segurança Bernie
- Azadeh Zoghi .... Dr. Bahri
- Clare Harper .... Lindsay (como Ryan Langdon)

## Produção
Foi rodado em Omaha, Nebraska.